# Paweł Cyms

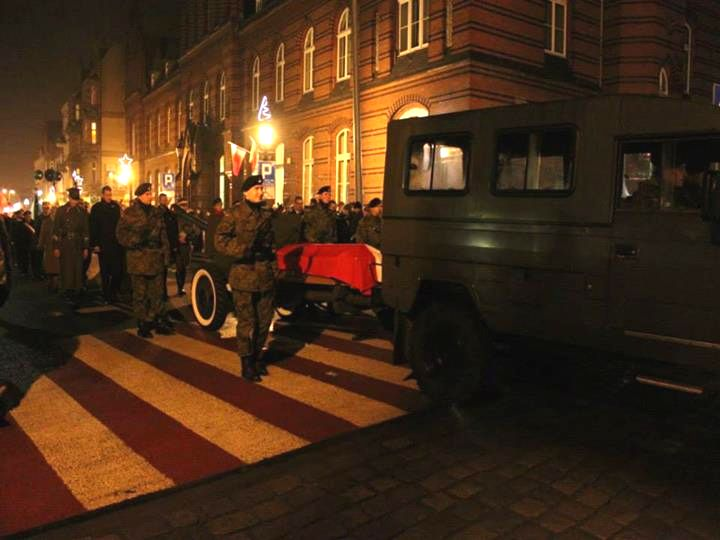
Gniezno 27 grudnia 2013. Przejazd trumny ze szczątkami kpt. Pawła Cymsa główną ulicą miasta na cmentarz św. Piotra i Pawła

Paweł Kazimierz Cyms (ur. 2 marca 1894 w Pawłowie, zm. 13 listopada 1949 w Bystrej) – polski działacz niepodległościowy w okresie międzywojennym, uczestnik powstania wielkopolskiego i III powstania śląskiego, kapitan piechoty Wojska Polskiego.

## Życiorys

### Wczesne lata
Pochodził z rodziny nauczycielskiej, jego ojcem był Leon, a matką – Paulina z Komorowskich. Był uczniem gimnazjum w Gnieźnie, gdzie wstąpił do tajnej organizacji samokształceniowo-niepodległościowej Towarzystwa Tomasza Zana, a w 1914 roku zdał maturę. Następnie uczęszczał do seminarium duchownego w Poznaniu. Jego edukację przerwała niemiecka służba wojskowa, którą rozpoczął w 1915 roku – został powołany w wyniku zapotrzebowania spowodowanego przez I wojnę światową. Jako żołnierz niemiecki brał udział w walkach na froncie wschodnim i zachodnim. W tym czasie dosłużył się stopnia podporucznika, kończąc w 1917 szkołę oficerską w Blederitz (niedaleko Magdeburga).

### Służba w wojsku polskim
Po powrocie do Wielkopolski, po zakończeniu wojny, wszedł w skład Polskiej Organizacji Wojskowej zaboru pruskiego, a konkretnie jej oddziału działającego w Gnieźnie. Gdy wybuchło powstanie wielkopolskie, był jednym z dowodzących wyzwalaniem tego miasta. Potem oddziały pod jego komendą zajęły Trzemeszno, Mogilno i Strzelno oraz Kruszwicę. Następnie brał udział w zdobywaniu Inowrocławia, będąc dowódcą tej akcji. Wbrew zakazowi kontynuowania walki, wydanemu przez NRL, podjął zwycięski szturm na Inowrocław. Był on głównym autorem działań powstańczych, dzięki którym zdobyto tereny zachodnich Kujaw. Od marca 1919 w Wojsku Polskim.
Dzięki jego staraniom w Inowrocławiu powstały dwa bataliony piechoty, które później przekształciły się w 1 i 2 pułk grenadierów kujawskich. Zostały utworzone także batalion zapasowy i pluton artylerii. W 1920 roku został awansowany na stopień kapitana. W szeregach 3 pułku strzelców wielkopolskich bierze udział w wojnie polsko-bolszewickiej, będąc dowódcą batalionu. Za bohaterstwo w czasie walk pod Kobryniem oraz forsowanie rzeki Szczary, zostaje odznaczony Srebrnym Krzyżem Orderu wojennego Virtuti Militari o numerze 808.    Na początku 1921 roku  został przeniesiony na Śląsk, gdzie meldował się w Dowództwie Obrony Plebiscytu, gdzie dokonał reorganizacji wojskowej sił peowiackich i objął stanowisko komendanta wojskowego powiatu zabrzańskiego. Brał udział w III powstaniu śląskim, jako jeden z dowódców oddziałów taktycznych (późniejszy pułk zabrski). Jego żołnierze zdobyli m.in. Bierawę. 6–9 maja 1921 uczestniczył w zdobyciu Kędzierzyna, następnie od 10 maja walczył ze swoim pułkiem od Kędzierzyna do Januszkowic.

### Działalność cywilna i powrót do służby
Po zakończeniu działań wojennych rozpoczął studia prawniczo-ekonomiczne, na Wydziale Prawa Uniwersytetu Poznańskiego. Jednak w 1923 roku przerwał je. Następnie w 1923 roku podjął pracę w gdańskiej firmie spedycyjnej. Później był pracownikiem Konsulatu Generalnego RP w Gdańsku, dalej  otrzymał posadę w gdańskiej filii Banku Handlowego w Warszawie. Do 1926 roku był także zarządcą gospodarstwa rolnego w Modliborzycach (niedaleko Inowrocławia).
W 1928 wrócił do służby wojskowej i przydzielony został do 59 pułku piechoty Wielkopolskiej w Inowrocławiu. Następnie w 1934 rozpoczął pracę w Oddziale II Sztabu Głównego w Warszawie. W 1931 ożenił się z Marią Krawczak (z tego małżeństwa miał dwójkę dzieci: Barbarę i Janusza). W tym czasie zamieszkiwał już w Bystrej (niedaleko Bielska-Białej). Od 1935 na emeryturze.
Po wybuchu II wojny światowej, został ponownie powołany do wojska. Został oficerem operacyjnym 80 pułku piechoty. W czasie kampanii wrześniowej był I adiutantem 179 pułku piechoty (Rezerwowego) 50 DP. Po bitwie pod Kockiem dostał się do niemieckiej niewoli i trafił do obozu w Radomiu. Wkrótce został z niego zwolniony, lecz w 1940 roku został ponownie aresztowany. Tym razem trzymano go w więzieniu w Bielsku-Białej. Tam spędził 4 miesiące. Po ucieczce z więzienia ukrywał się. Mieszkał w Krośnie, a potem w Kalwarii Zebrzydowskiej (od maja 1941). Tam zajmował się pracą sekretarza spółdzielni stolarskiej. W tym czasie działał w AK.
Po wojnie przeprowadził się do rodzinnego miasta, Gniezna. Mieszkał tam od 1945. Trzy lata później przeniósł się na Ziemie Odzyskane, do Szczecina, gdzie zatrudniony został w Spedycji Morskiej „Polska Bandera”. Następnie znów trafił do Bystrej. Tam zmarł i został pochowany.
Ekshumowane 21 grudnia 2013 szczątki przewieziono najpierw do Inowrocławia, tu bohaterowi walk o wolność Polski na wielu frontach oddano cześć. 27 grudnia 2013 trumna ze szczątkami kpt. Pawła Cymsa trafiła do Gniezna, gdzie w asyście licznych Gnieźnian, z honorami wojskowymi, została złożona do grobu w kwaterze „Akropolu Bohaterów” cmentarza św. Piotra i Pawła.
W powstaniu wielkopolskim brali udział także jego dwaj bracia: Adolf (1897–1919) poległ w czasie walk, a Leon (1885–1931) był kapelanem II kompanii grodziskiej.

## Ordery i odznaczenia
- Krzyż Srebrny Orderu Wojskowego Virtuti Militari nr 808[8]
- Krzyż Niepodległości z Mieczami (17 września 1932)[9]
- Krzyż Walecznych (czterokrotnie: po raz drugi w 1921)[10]
- Srebrny Krzyż Zasługi (24 grudnia 1928)[11]
- Medal Pamiątkowy za Wojnę 1918–1921
- Śląski Krzyż Powstańczy